# Fàbrica Margenat
La Fàbrica Margenat, o Fàbrica Pons, era un edifici de Tortosa (Baix Ebre) inclòs a l'Inventari del Patrimoni Arquitectònic de Catalunya. Fou enderrocada el 1990.

## Descripció
Es tractava d'un edifici fabril característic de l'arquitectura de l'època, amb morfologia neoclàssica. Tenia façana amb tres plantes, de composició simètrica seguint els eixos verticals, sobre els quals s'ordenaven els buits, formats per arcs rebaixats. Tant les cantonades, arrodonides, com els elements centrals eren fets de pedra, amb encoixinats, mentre que la resta del parament era de maçoneria ordinària arrebossada. També hi havia rajola vista als buits i en alguna filera. Estava rematat per una cornisa de rajola i pedra. La coberta era de teula a dos vessants.
Tenia altres cossos annexos i un pati interior que ocupava el centre de la façana, on es conservava una xemeneia de rajola vista, de secció circular i poca alçada.

## Història
Inscrita sobre la clau central de la planta baixa hi havia la data de 1870. De fet, va inaugurar-se el 25 de març de 1871 per allotjar la fàbrica de farines d'arròs de Josep Pons Enrich i fills.
La fàbrica és més coneguda amb el nom de Fàbrica Margenat, pel nom del seu arrendatari posterior, Francesc Margenat Tarragó; més endavant fou adquirida per Josep Albacar Nicolau (1918) i va ser coneguda com a Albacar y Casas. Durant la postguerra va pertànyer a ARDE (Arrocerías Reunidas del Ebro) i als anys seixanta va passar a ser propietat de Luis Matutano Jover; als anys vuitanta encara pertanyia a l'empresa Matutano, S.A., quan fou enderrocada el 1990 i substituïda per un edifici d'habitatges.
Aquest edifici, així com els altres de la mateixa illa, es relacionen amb la formació de l'eixample, car va ser edificat amb anterioritat a la primera parcel·lació d'aquest (1872) i en relació directa amb la recent presència del ferrocarril (1867), buscant la proximitat de l'estació. Es relacionava estilísticament amb els edificis d'habitatges contigus, al carrer de Cervantes, abans dit de l'Estació, entre 1881 i 1887.
Era una mostra característica de l'arquitectura academicista dels mestres d'obra del segle xix, en un moment en el qual encara no havien abandonat la composició neoclàssica estricta.